# Sportpark Ruyghweg
Sportpark Ruyghweg (voorheen: Marine Sportpark) is een sportaccommodatie in de Noord-Hollandse plaats Den Helder. Het is gelegen in de Stad Binnen de Linie ten noorden van de Spoorweghaven. Oorspronkelijk was het de locatie waar de Koninklijke Marine trainde en hun wedstrijden organiseerde. Later is het terrein ook in gebruik gekomen van verenigingen buiten de marine, zoals SV Noordkop en SV Sportlust. De Koninklijke Marine gebruikt de voorzieningen voornamelijk nog voor de Defensie Conditie Proef.
Naast de atletiekbaan is er ook een voetbalveld te vinden. Een van de gebouwen op het sportpark is de voormalige kleedruimte uit de jaren 1950 waarin een fitnessruimte te vinden is. Dit gebouw is samen met het entreegebouw een gemeentelijk monument. Verder is er een hoofdgebouw, met kleedruimten en douchegelegenheid, aanwezig.

## Geschiedenis
Op 18 juli 1956 werd het sportpark officieel geopend. Hierbij was onder andere burgemeester Rehorst aanwezig. Tot 1990 lag er een sintelbaan, deze werd toen vervangen door een tartanpiste. Er was tot die tijd ook een rugbyveld te vinden. In 1990 waren er ook twee basketbalvelden te vinden. Vanaf de aanleg van de tartanpiste maakt SV Noordkop gebruik van de faciliteiten. In 2015 werd het wereldrecord hoogspringen voor vrouwen in de leeftijdscategorie 65+ er gesprongen.
De gemeente Den Helder kocht in 2020 het sportpark over van het Rijksvastgoedbedrijf met het oog op mogelijke woningbouw op de lange termijn. De gemeente telde er ruim 1,2 miljoen euro voor neer en het sportpark werd voor nog eens 1,3 miljoen euro gerenoveerd, waarbij onder andere de voor KNAU-wedstrijden afgekeurde tartanpiste is vervangen. Tijdens de verbouwing verdwenen de tennisbanen, een geasfalteerd basketbalveld en een schelpenpad dat langs de buitenrand van het terrein lag. Op dit schelpenpad bevond zich voorheen een hindernisbaan die in het decennium voor de verbouwing al was verwijderd. Ook het gebouw met kinderopvang voor marinepersoneel verdween. Op 27 oktober 2021 werd het vernieuwde sportpark geopend.